# Силкін Борис Васильович
Борис Васильович Си́лкін (роки народження і смерті невідомі) — український радянський графік, плакатист.
Працював художником політвідділу Київського окружного військкомату. У 1927—1928 роках брав участь у виставках українських художників. Твори:
- картина «Купання коней»;
- плакати:
  - «Червона гвардія 1917 року»;
  - «Червона Армія 1927 року».

Автор ілюстрацій до казки «Війна між вовком і собакою» І. Франка (1929).